# アレクサンドル・ヨニツァ (1994年生のサッカー選手)
アレクサンドル・ヨニツァ（ルーマニア語: Alexandru Ioniță, 1994年12月14日 - ）はルーマニア・ブカレスト出身のサッカー選手。ポジションはミッドフィールダー。

## 経歴

### クラブ
2001年からFCラピド・ブカレストのユースに入団し、2011年5月21日のFCブラショヴ戦でデビュー。このとき16歳5か月であった。
2014年1月、FCラピド・ブカレストからFCアストラ・ジュルジュに移籍した。
2018年1月20日、CFRクルジュに移籍した。

### 代表
2012年5月25日、UEFA U-19欧州選手権2012・2次予選（エリート予選）のハンガリー戦でゴールを決めた。2013年にはUEFA U-21欧州選手権2015・予選に2試合出場した。
2017年9月、2018 FIFAワールドカップ・ヨーロッパ予選のカザフスタン代表戦でコンスタンティン・ブデスクに代わって後半35分から出場し、A代表デビューを果たした。